# Saucken (Adelsgeschlecht)

Wappen derer von Saucken

Saucken, auch Sauken, ist der Name eines alten preußischen Adelsgeschlechts. Die Familie, deren Zweige zum Teil bis heute bestehen, gehört zum Uradel in Altpreußen.
Nach Kneschke besteht keine Stammesverwandtschaft zu der Familie Saucken, auch Sauken oder Sawken, die noch Mitte des 17. Jahrhunderts im Lauenburgischen begütert war und ein anderes Wappen führt (in Blau drei quer übereinanderströmende, silberne Flüsse, aus denen ein Krebs hervorkriecht). Micraelius zählt diese Familie zu den freien pommerschen Adelsgeschlechtern.

## Geschichte

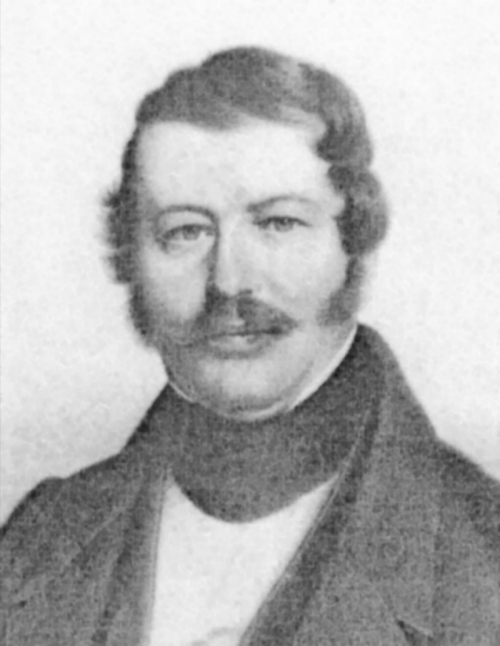
Ernst Friedrich von Saucken
(* 1791; † 1854)

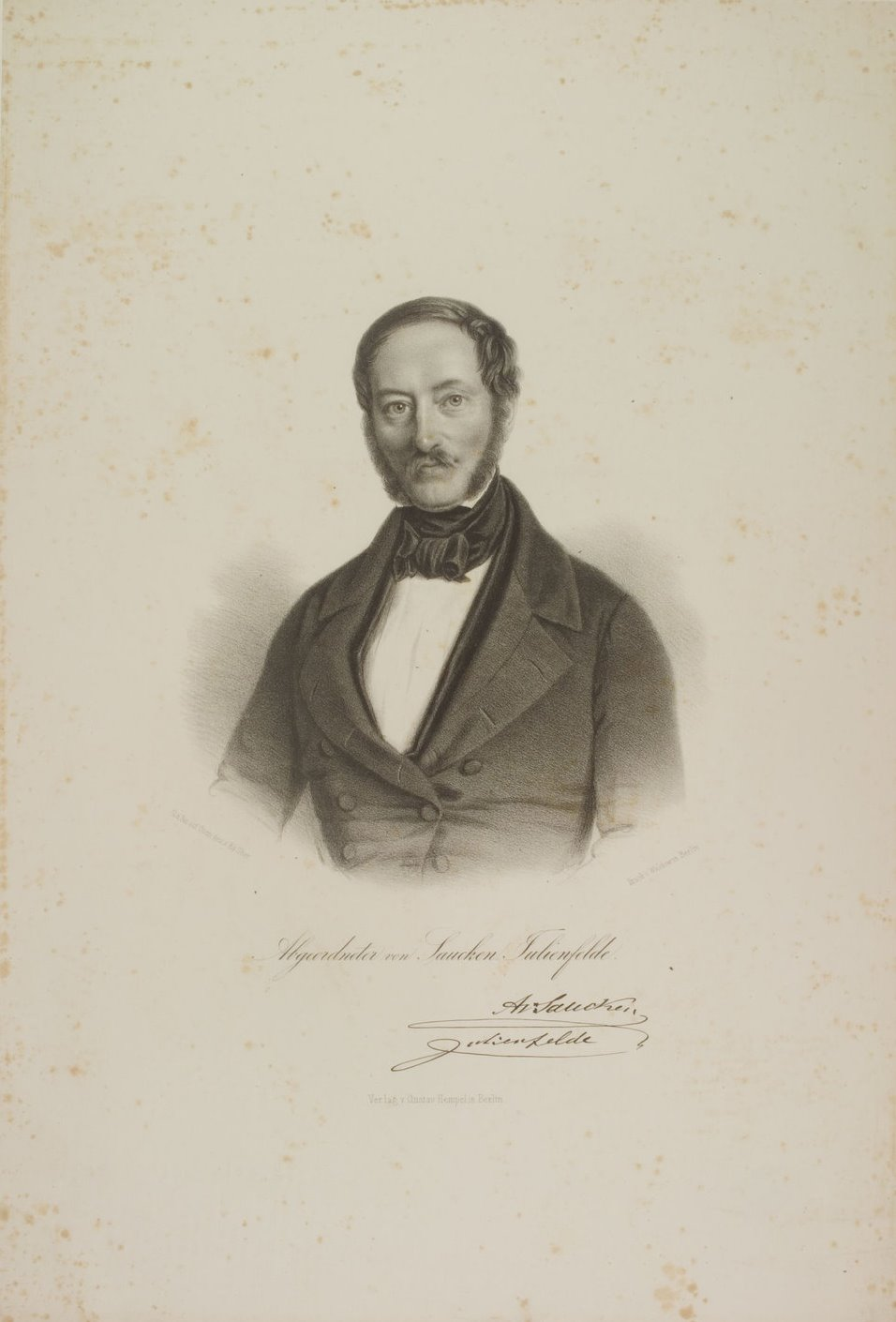
August von Saucken-Julienfelde
(* 1798; † 1873)

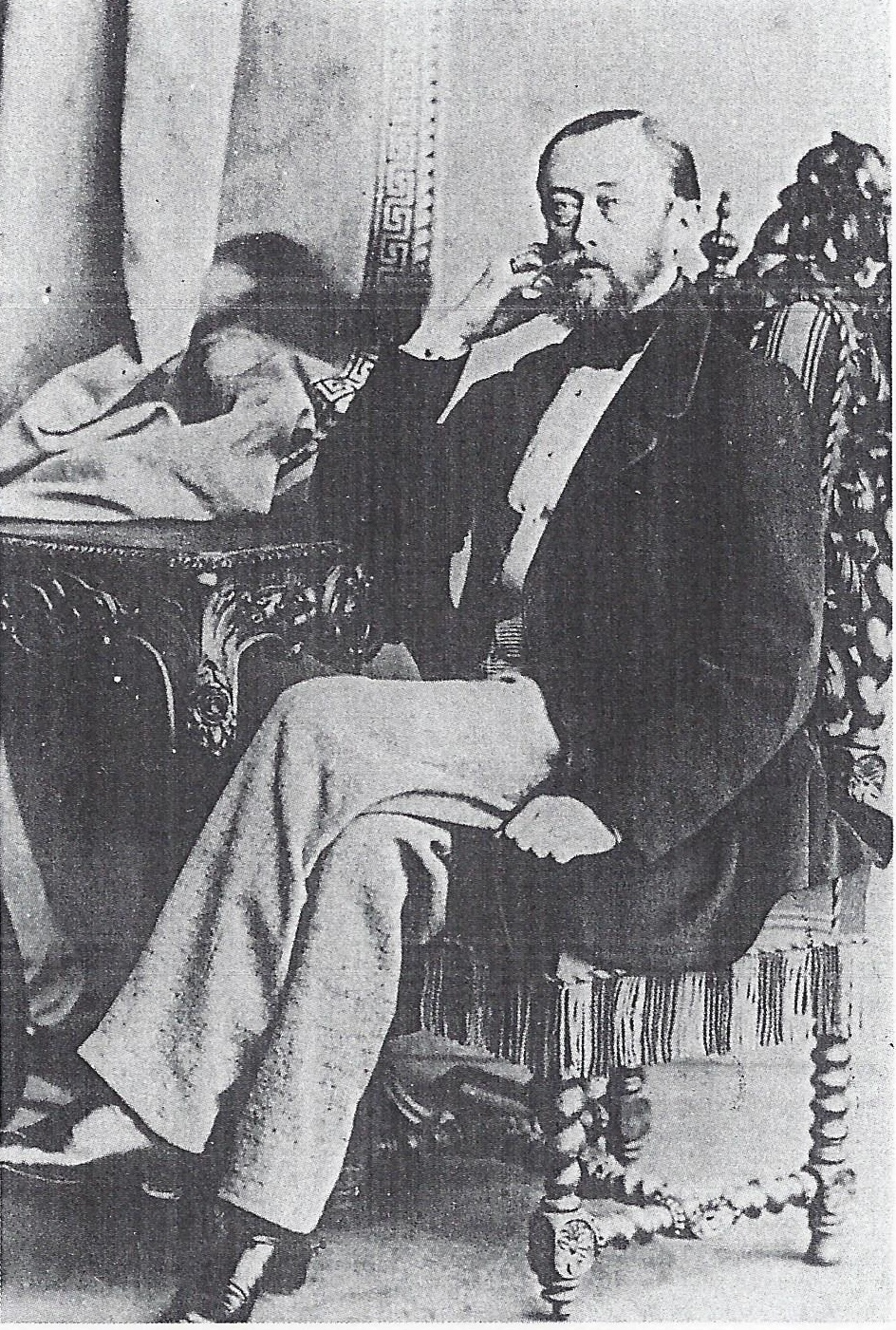
Karl von Saucken
(* 1822; † 1872)

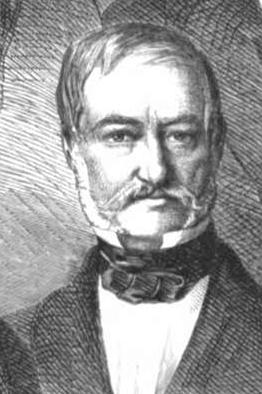
Konstanz von Saucken-Julienfelde
(* 1826; † 1891)

### Herkunft
Erstmals erwähnt wird das Geschlecht mit den Brüdern Niklas und Santyrme zur Wickrau (auch Nikolaus und Santtir von der Wickrau) in einer Urkunde aus dem Jahre 1339. Ihnen wurden darin Groß- und Klein Wickerau sowie Luxeten verschrieben. 1384 erscheint Sander von Wickrau urkundlich, dem mehrere Hufen zu Podangen verschrieben wurden. Das Genealogische Handbuch des Adels beginnt die ununterbrochene Stammreihe der Familie mit Bartusch von Saucken auf Wickerau und Woritten. Er erscheint ab 1470 urkundlich und verstarb 1520.
Nach dem Jahrbuch des Deutschen Adels waren die von Saucken ein Zweig des altpreußischen Geschlechts von der Wickerau, das Ende des 15. Jahrhunderts erlosch und demnach auch stammesverwandt mit der Anfang des 17. Jahrhunderts ausgestorbenen Familie von Kindwangen und den von Krockow, die ebenfalls ein schwarzes Hifthorn im Wappen führen. Als Stammvater wird Barcz von Saucken (* 1459) auf Wickerau, Spangen und Woritten genannt. Er war Söldner des Deutschen Ordens und fiel im Krieg zu Mohrungen 1470.
Durch die Ehe mit einer Tochter aus der ursprünglich elsässischen, später dann ostpreußischen Adelsfamilie von Kuenheim, einer Nachkommin von Georg von Kuenhein († 1611) und dessen Frau Margarete von Kunheim († 1570), der jüngsten Tochter von Martin Luther, wurde die Verwandtschaft mit dem großen Reformator an die von Saucken weitergegeben.
1922 wurde in Königsberg ein Familienverband gegründet.

### Ausbreitung und Persönlichkeiten
Peter von Saucken auf Groß- und Kleinwickerau, Thungen und Podangen, ein Enkel von Barcz, starb 1581 als Pfandherr auf Luxeten. Er heiratete Katharina von Bartsch aus dem Haus Demuth. Ihr Sohn Heinrich von Saucken auf Wickrau und Woritten erscheint ab 1592 urkundlich, wurde Pächter des Kammeramts Borchersdorf und heiratete Magdalena von Parthein. Deren Urenkel Wilhelm Fabian von Saucken (* um 1688) auf Wickerau, Paulken und Karneyen (die beiden letzteren sind heute Ortsteile von Miłakowo) war Pfandherr auf Gudnick sowie Landrat und Amtsverweser zu Preußisch-Holland. Er starb 1749 als kaiserlich russischer Kapitän. Die Söhne aus seinen beiden Ehen mit Maria Elenora von Frankenberg und Ludwigsdorf aus dem Haus Dalbersdorf (1700–1732), geschlossen 1719, und Theodora Elisabeth von Hohendorff († 1758) aus dem Haus Körnen, geschlossen 1735, wurden die Begründer der beiden Linien der Familie.

#### Erste Linie
Alexander Christoph von Saucken (1724–1762) auf Wickerau mit Paulken und Karneyen, Groß- und Kleineilgehnen, war der Stifter der ersten Linie. Er trat als Fahnenjunker in holstein-gottorpsche Dienste und heiratete 1753 Sophie Albertine von der Groeben aus dem Haus Ponarien (1732–1785). Ihr einziger Sohn Ernst Wilhelm Christoph von Saucken (1758–1817) auf Wickerau und Paulken im ehemaligen Landkreis Preußisch Holland, Karneyen im Landkreis Mohrungen und Tarputschen im Landkreis Darkehmen diente als preußischer Leutnant zuletzt im Dragonerregiment „Posadowsky“. Aus seiner 1786 geschlossenen Ehe mit Christine Amalie Austin (1764–1833) gingen zehn Kinder, drei Töchter und sieben Söhne, hervor.
Von den Söhnen wurde Ernst Friedrich von Saucken (1791–1854) auf Tarputschen und Tataren im Landkreis Darkehmen sowie Georgenfelde und Schönwiese im Landkreis Gerdauen preußischer Rittmeister. Er diente zuletzt im 2. Westpreußischen Dragonerregiment. Aus seiner 1816 geschlossenen Ehe mit Louise von Heyligenstädt (1792–1832) ging Karl Ernst von Saucken-Georgenfelde (1822–1871) hervor, der von 1861 bis 1866 und von 1867 bis 1870 Mitglied des Preußischen Abgeordnetenhauses war. Von 1867 bis 1871 war er außerdem Abgeordneter im Reichstag des Norddeutschen Bundes. Sein Bruder Kurt von Saucken-Tarputschen (1825–1890) studierte Jura und war ab 1878 bis 1884 Landesdirektor der Provinz Ostpreußen. Von 1862 bis 1887 war er mit kurzer Unterbrechung Mitglied des Preußischen Abgeordnetenhauses und von 1874 bis 1884 Mitglied des Deutschen Reichstages. Kurt heiratete 1849 seine Cousine Lina Johanna Emilie Amalie von Saucken. Ihr Sohn Ernst von Saucken (1856–1920) war ein bedeutender ostpreußischer Maler.
August Heinrich von Saucken (1798–1873) auf Julienfelde im Landkreis Darkehmen, ein jüngerer Bruder von Ernst Friedrich, wurde Generallandschaftsrat. Aus seiner 1825 geschlossenen Ehe mit Karoline von Below (1804–1871) gingen ein Sohn und drei Töchter hervor. August war 1852 am Duell Vincke–Bismarck als Sekundant von Georg von Vincke beteiligt. Konstanz von Saucken (1826–1891) auf Julienfelde, der Sohn des Paares, war bis 1857 im Staatsjustizdienst und bis 1882 Mitglied des Preußischen Abgeordnetenhauses. Von 1874 bis 1878 war er Mitglied des Deutschen Reichstages. Seine Tante Friederike Elenore von Saucken (1787–1830), die älteste Schwester von August Heinrich und Ernst Friedrich, heiratete 1809 den späteren preußischen Generalleutnant Karl August von Esebeck (1786–1871) und Amalie Ernestine Emilie von Saucken (1795–1858), eine weitere Tante, ehelichte 1814 den späteren preußischen General der Infanterie Karl Christian von Weyrach (1782–1869).

#### Zweite Linie
Abraham Wilhelm von Saucken (1741–1818), der Halbbruder von Alexander Christoph, war der Begründer der zweiten Linie der Familie. Er heiratete Anna Maria von der Goltz. Aus der Ehe kam Friedrich Heinrich Wilhelm von Saucken (* 1762) auf Neu Astrawischken, später auch auf Raudischken im Landkreis Gerdauen, der 1828 als preußischer Leutnant a. D. verstarb. Aus seiner 1787 geschlossenen Ehe mit Elenora Elisabeth Sophie von Oldenburg (1767–1841) gingen sieben Kinder, sechs Söhne und eine Tochter, hervor. Von den Söhnen wurde Wilhelm Leopold Gustav Adolf von Saucken (1791–1858) auf Raudischken, nachmals auf Lochen im Landkreis Preußisch Eylau, preußischer Rittmeister, zuletzt im 2. Westpreußischen Dragonerregiment. Er heiratete 1821 in Königsberg Elfriede Friederieke Wilhelmine de la Chevallerie (1803–1870). Ihr gemeinsamer Sohn Ernst Wilhelm Oskar von Saucken (* 1833; † 1910) war preußischer Hauptmann, Landrat, Mitglied des Preußischen Abgeordnetenhauses und der Generalsynode sowie Rechtsritter des Johanniterordens.
Karl Wilhelm August Eduard von Saucken (* 1793) auf Raudischken, Kaukern im Landkreis Insterburg und Reussen im Landkreis Angerburg, der Bruder von Wilhelm Leopold Gustav Adolf, starb 1865 als preußischer Leutnant a. D. und diente zuletzt im 8. Infanterie-Regiment. Aus seiner 1819 in Egeln geschlossenen Ehe mit Anna Josepha Paris (1799–1865) kamen drei Söhne. Anna Josepha und Karl Wilhelm August Eduard waren die Urgroßeltern von Dietrich von Saucken (1892–1980), Sohn des preußischen Regierungsrates Wilhelm Eduard Erich von Saucken (* 1858) und dessen Frau Berta Marie Westphal (* 1862), der während des Zweiten Weltkrieges zum General der Panzertruppen befördert wurde. Als Träger der Brillanten zum Ritterkreuz des Eisernen Kreuzes gehörte er zu den 27 höchstdekorierten Soldaten der Wehrmacht.

## Wappen

### Familienwappen
Das Wappen zeigt in Gold einen schwarzen Adler auf einem schwarzen Jagdhorn fußend. Auf dem Helm mit schwarz-goldenen Helmdecken ein ruhendes schwarzes Jagdhorn mit aufwärtsgeschlungener schwarzer (auch goldener) Schnur.
Das hier so blasonierte und abgebildete Wappen wird nach einem Familienbeschluss seit 1930 einheitlich geführt.

### Wappengeschichte
Das Wappen erscheint auf neueren Siegelabdrücken, ältere sind nicht bekannt. Dort variiert vor allem die Darstellung des Horns. Ältere gemalte Abbildungen zeigen auch allein das schwarze Horn im goldenen Feld.
Nach dem Jahrbuch des Deutschen Adels, 1898, Band 2, S. 380–394, zeigt eine ältere Form des Wappens in Gold einen schwarzen Adler über einem im Schildfuß ruhenden schwarzen Jagdhorn. Auf dem Helm mit schwarz-goldenen Decken ein ruhendes schwarzes Jagdhorn (auch mit aufwärts gewundener goldener Schlinge). Eine neuere Form zeigt demnach in Blau einen goldbewehrten schwarzen Adler, der in den Fängen ein goldenes Jagdhorn mit aufwärtsgewundener goldener Schlinge hält. Auf dem Helm mit blau-goldener Decke ein goldenes Jagdhorn wie im Schild.
Bei Ledebur Adelslexikon der preußischen Monarchie. (1856) Band 2, S. 342–343 zeigt das Wappen in Silber ein schwarzes Jägerhorn mit goldenen Beschlägen und goldenem Band, auf demselben steht ein schwarzer Adler. Auf dem Helm wiederholt sich das Jägerhorn. In Kneschkes Neuem allgemeines Deutsches Adels-Lexicon, 1868, Band 8, S. 54–55, führen die von Saucken in Silber ein schwarzes Jägerhorn mit goldenen Beschlägen und Bändern, auf demselben ein schwarzer Adler.

## Bekannte Familienmitglieder

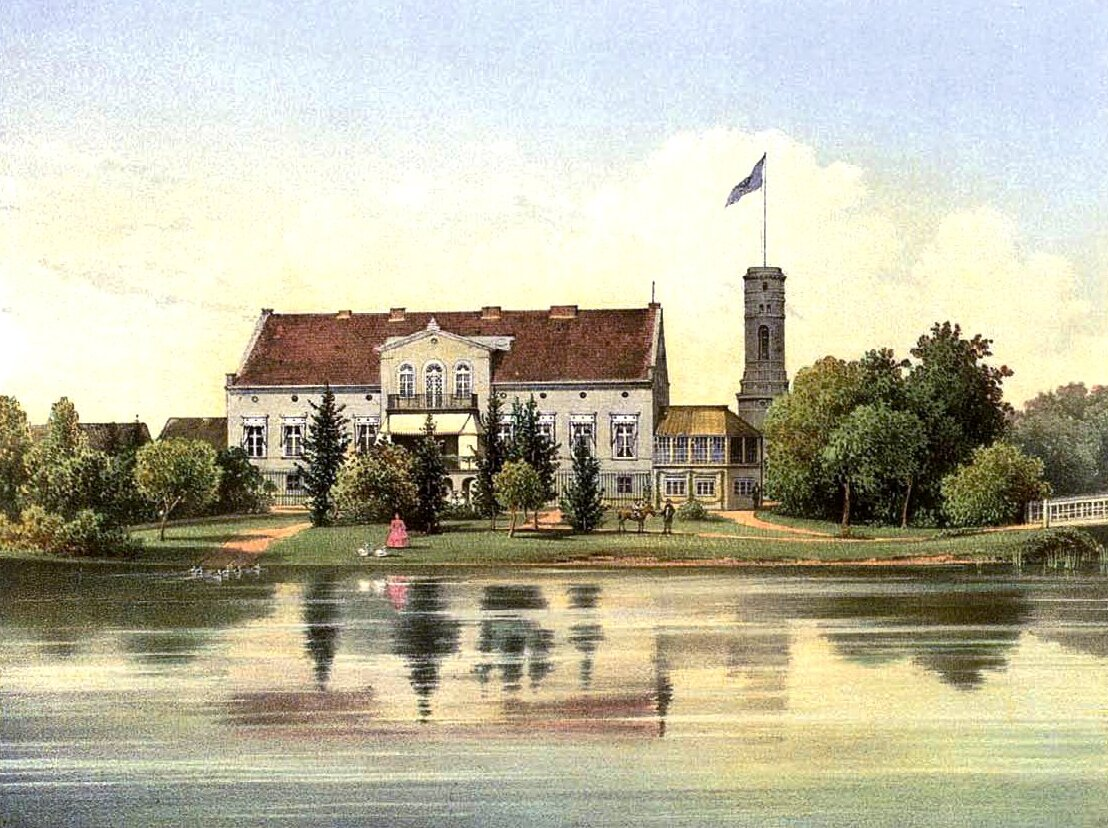
Rittergut Georgenfelde um 1860 (Sammlung Alexander Duncker)

- Arthur von Saucken (* 1852; † 1938), preußischer Generalleutnant
- August von Saucken-Julienfelde (* 1798; † 1873), Politiker
- Dietrich von Saucken (* 1892; † 1980), deutscher General der Panzertruppe
- Ernst Friedrich Fabian von Saucken-Tarputschen (* 1791; † 1854), Mitglied der Frankfurter Nationalversammlung
- Ernst von Saucken (* 1856; † 1920), ostpreußischer Maler und Komponist
- Hans von Saucken (* 1893; † 1966), deutscher Diplomat und Generalkonsul
- Karl von Saucken (* 1822; † 1871), ostpreußischer Rittergutsbesitzer und Politiker
- Konstanz von Saucken-Julienfelde (* 1826; † 1891), Gutsbesitzer und Reichstagsabgeordneter
- Kurt von Saucken-Tarputschen (* 1825; † 1890), Jurist
- Oskar von Saucken (* 1833; † 1910), Gutsbesitzer und Mitglied des Preußischen Abgeordnetenhauses
- Reinhold von Saucken (* 1889; † 1966), deutscher Diplomat und Generalkonsul